# Allopleuron
Allopleuron hofmanni
Genre
Espèce
Synonymes
- † Chelonia hofmanni Gray, 1831

Allopleuron hofmanni, unique représentant du genre Allopleuron, est une espèce éteinte de tortues marines.

## Répartition
Elle a été découverte dans les environs de Maastricht ('Jezuïetenberg') aux Pays-Bas puis en Belgique. Elle date du Maastrichtien (fin du Crétacé supérieur).
Ses restes fossiles ont été retrouvés dans les mêmes séries sédimentaires que Mosasaurus hoffmannii.

## Description

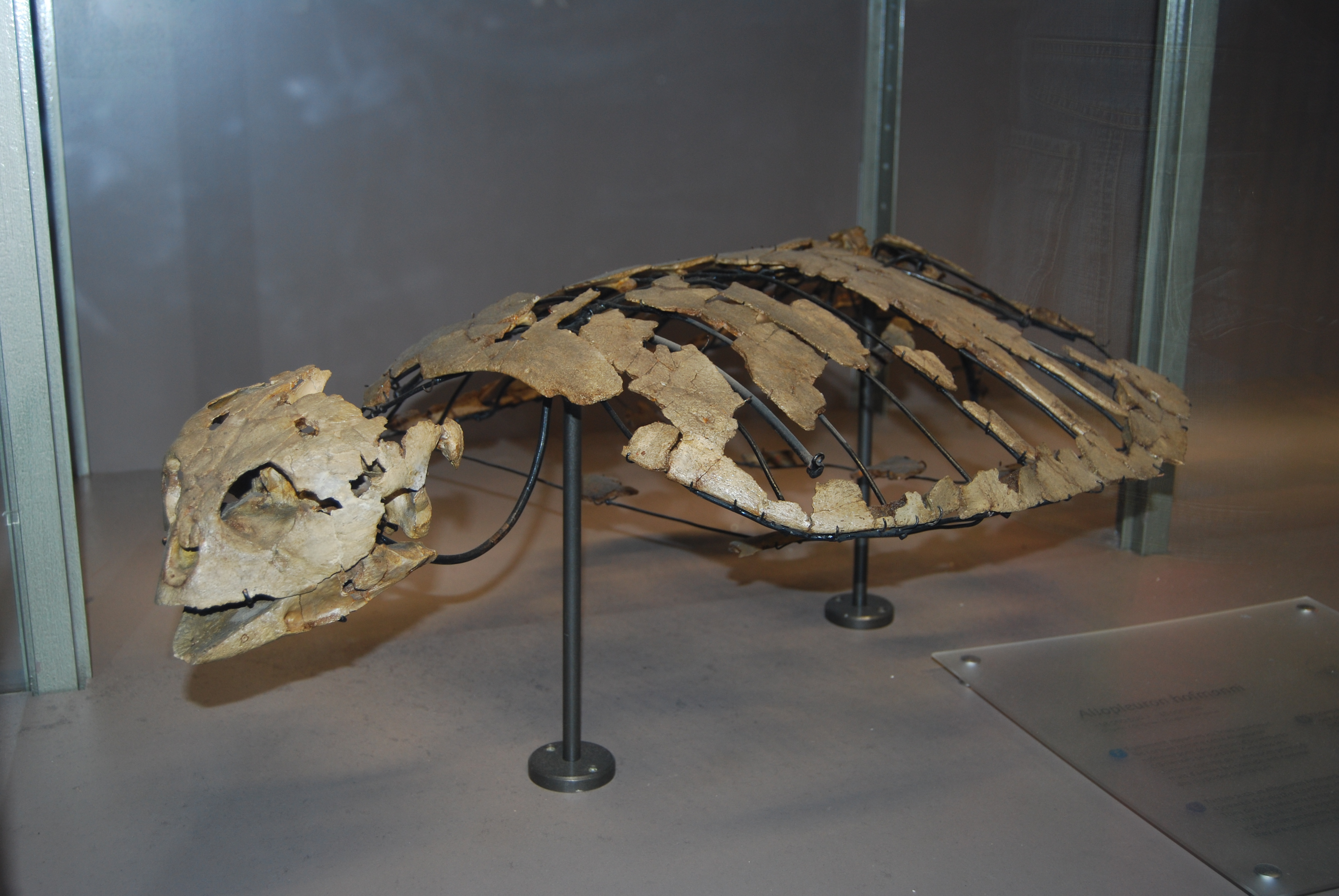
Allopleuron hofmanni.

Cette tortue mesure 136 cm.

## Publication originale
- Gray, 1831 : Synopsis Reptilium; or short descriptions of the species of reptiles. Part 1. Cataphracta. Tortoises, Crocodiles and Enaliosaurians. London, Treuttel, Wurtz & Co (texte intégral).